# Folgueras (Pravia)
Folgueras es una parroquia del concejo de Pravia, en el Principado de Asturias (España). Alberga una población de 178 habitantes (INE 2011). Ocupa una extensión de 7.01 km². Está situada a 12 km de la capital del concejo. Perteneció al concejo de Salas hasta 1927, momento en el que pasó a Pravia junto con Cordovero por Real Decreto Ley de 10 de agosto.
Está situada al este del concejo y limita al norte con la parroquia de Villavaler; al este con la de Arango; al sur y al oeste con la de Cordovero; y al noroeste con la de San Martín de Luiña (Cudillero).
Tanto el núcleo de Folgueras, como el de Loro, se han constituido como Parroquia Rurales de acuerdo con el artículo 6 del Estatuto de Autonomía del Principado de Asturias, desarrollado en la Ley 11/1986, de 20 de noviembre.

## Poblaciones
Según el nomenclátor de 2023 la parroquia está formada por las poblaciones de:
- Ablanedo (Ablanéu, lugar): 7 habitantes.
- Folgueras (lugar): 53 habitantes.
- Loro (Llouru, lugar): 43 habitantes.
- Sorriba (aldea): 8 habitantes.
- Vegafriosa (Veigafriosa, aldea): 39 habitantes.